# Etam Groupe
Pour l’article homonyme, voir ETAM.
Ne doit pas être confondu avec Éram.
Etam, stylisé en « EtamGroupe », est une entreprise familiale française de prêt-à-porter créée dans la première moitié du XXe siècle et cotée à la bourse de Paris de 1997 à 2017. Juridiquement, le groupe a la forme d'une société en commandite par actions (SCA). 
Historiquement, le groupe est issu de la fusion en 1958 de Etam, entreprise fondée en 1916 en Allemagne par Max Lindemann, distribuant des bas et de la lingerie féminine, et de Setamil, fabricant d'étamine fondé par Martin Milchior en 1925.  En 1963, le nom de Etam est retenu par les associés comme nom du groupe, car il évoque leurs piliers de réussite respectifs : les boutiques Etam d'une part et l'étamine Setamil d'autre part. Grâce à ses marques (Etam, Undiz, et Maison Cent Vingt-Trois, anciennement « 1-2-3 »), le groupe est parvenu à s'implanter dans plus de 55 pays. 
En 2010, le principal actionnaire est la famille fondatrice à hauteur de 68,5 % des parts, réparties entre la famille de Pierre Milchior (53,5 %) et la famille Marie-Claire Tarica, sœur de Pierre Milchior, (15 %), les 31,5 % restants étant détenus par divers actionnaires dont Georges Lindemann. 
Les gérants d'Etam Groupe sont Pierre Milchior, son fils Laurent Milchior et Marie-Claire Tarica.  
Fin 2015, le groupe compte 4 098 points de vente (748 en France, 262 en Europe, 2 877 en Chine et 276 franchises) et 3 sites internet pour chacune des marques. En Europe, Etam Lingerie possède plus de 600 points de vente.
L'ensemble des actifs professionnels de la famille est estimé en 2018 par Challenges à 270 millions d'euros.

## Historique

### Strumpfhaus Etam, les origines allemandes de l'enseigne
En septembre 1916, Max Lindemann, jusque-là dirigeant de la fabrique de bas Strumpfhaus Meyer à Chemnitz, fonde sa propre entreprise, Strumpfhaus Etam, dont l'objet est de fabriquer et distribuer des bas synthétiques fins et résistants et de la lingerie féminine avec de la toile d'étamine, matériau, qui lui inspire le nom de sa marque, Etam. La large gamme de produits s'adresse aux femmes actives, ces dernières ayant été appelées à remplacer dans le monde du travail, les hommes partis au front pendant la première guerre mondiale. Il ouvre son premier magasin en Allemagne, à Berlin, Friedrichstraße n° 176 à l'angle de la Jägerstraße - la première boutique Etam. 
En 1924, Max Lindemann introduit sur le marché des bas indémaillables. Cette innovation porte la réputation d'Etam au-delà des frontières de l'Allemagne. Plutôt que de risquer de dilapider sa fortune en agissant seul sur les marchés étrangers, May Lindemann met en place des partenariats locaux chargés de développer Etam par franchise. Au début des Années folles, sans investissements excessifs, Lindemann ouvre des boutiques Etam en Argentine, en Belgique et en Hollande. En 1923 Etam ouvre sa première boutique à Londres, sur Oxford Street. En 1928, Etam ouvre sa première boutique à Paris au 376, rue Saint-Honoré,.
En 1937 les boutiques Etam eurent à souffrir de la politique d'éviction des Juifs imposée par les nazis, ce qui conduisit à la liquidation de l'entreprise en Allemagne durant l'année 1938,. Max Lindemann a pu transférer le siège de son entreprise en France. 

### Setamil, les origines françaises de l'enseigne
Parallèlement, Martin Milchior ouvre en Belgique en 1925 puis en France en 1929 un réseau de boutiques de lingerie sous l'enseigne Setamil, puis il installe son usine à Mouvaux (devenu depuis le centre technique du groupe qui emploie 80 personnes) en France (Nord) dès 1936.  Il s'associa alors avec Ignace Gluckson. 
À la suite du décès de son père, Pierre Milchior devient le directeur de la société Setamil et décide en 1961 de se rapprocher du groupe Etam France pour mettre en place une marque forte de lingerie sous le nom Etam. Etam crée Etam Prêt-à-porter (Etam PAP) en 1963, date à laquelle Setamil fusionne avec les établissements Mayer sous la marque Etam. Cette même année, le groupe compte déjà 49 boutiques. 
En 1965, la marque crée le réassort automatique permanent. 
Puis en 1968, il crée la première petite culotte avec des motifs, assortie à un soutien-gorge fantaisie[source insuffisante].

### Internationalisation du groupe
Etam lance dans les années 1970 la marque Tammy en Grande-Bretagne, destinée aux adolescentes, il rachète Etam UK en 1998, mais cette branche est déficitaire et finalement il cède en 2005 ses activités anglaises à Arcadia Group du milliardaire anglais Philip Green (en)[source insuffisante]. À cette époque il est le premier à innover en disposant les soutiens-gorge sur des cintres. Puis en 1981, il lance un nouveau concept où les produits ne sont plus disposés dans des tiroirs, mais dans des boîtes en carton.
En 1983, le groupe Etam crée la marque 1.2.3 destinée à une clientèle plus classique et haut de gamme.
En 1995, le groupe Etam s’associe à une famille chinoise pour s’implanter en Chine, où il possède jusqu'à 3400 points de vente principalement sous forme de boutiques en centres commerciaux. En plusieurs années, le groupe s’est déployé sur l’ensemble du territoire chinois à travers trois enseignes Etam, Etam Week-End et Etam Sport et y réalise plus d'un tiers de son chiffre d'affaires,[source insuffisante]. En 2017, le groupe Etam a cédé ses activités en Chine.

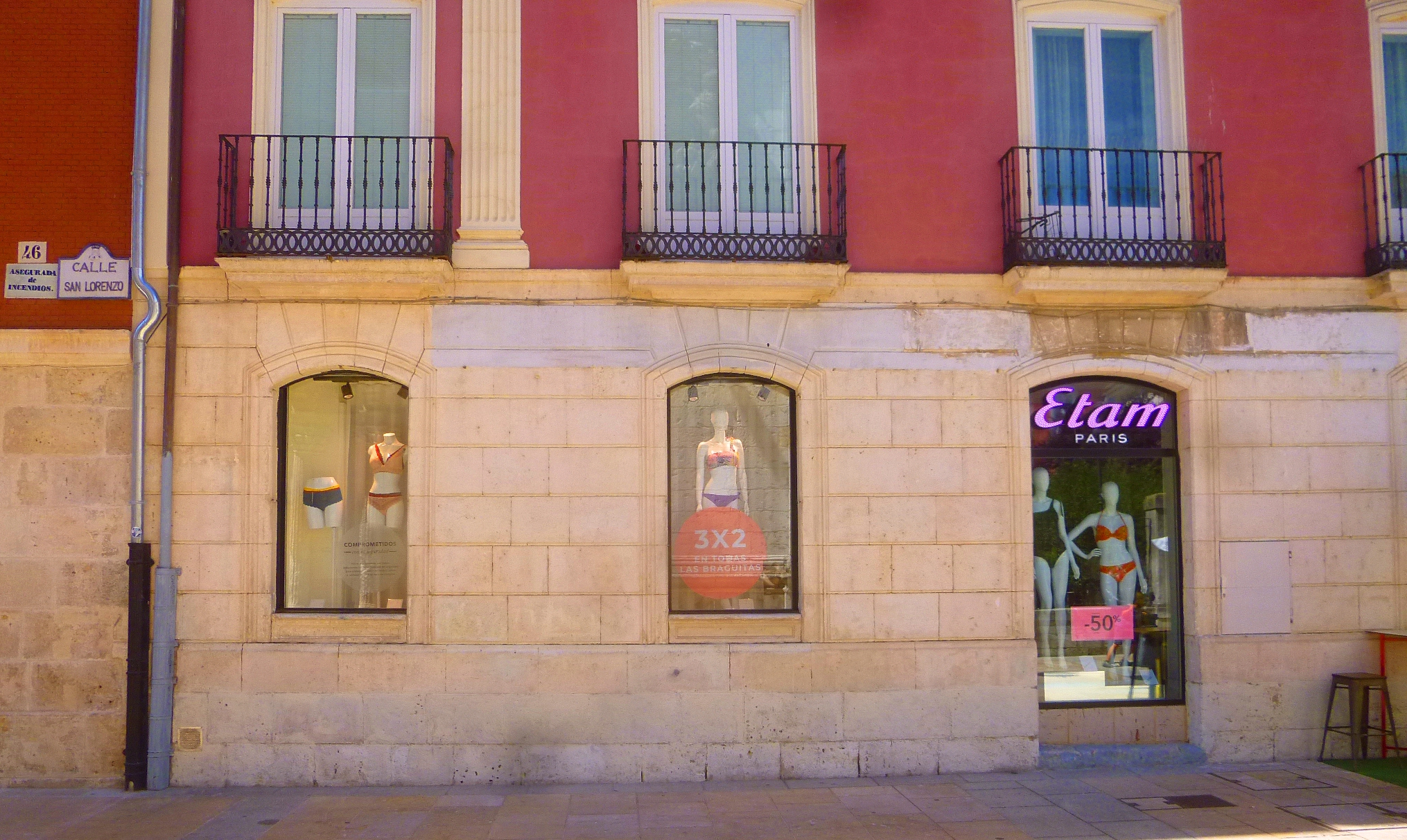
Une boutique Etam Paris à Burgos, en Espagne.

Le 20 juin 1997, l'action Etam Développement est cotée à la Bourse de Paris, à un prix d’introduction de 51,83 euros.
En 1998, le groupe acquiert Etam PLC à la suite d'une OPA/OPE et ouvre un premier magasin Etam Prêt-à-porter en Italie dans un centre commercial à Bergame. La même année, Etam s'associe à Celio pour lancer la chaîne de moyennes surfaces WMK et se développe en franchise au Liban et en Arabie Saoudite.
En 2000, Etam ouvre ses premiers magasins au Japon, au Portugal, en Tunisie et à Bahreïn. Pour réagir à son image vieillissante, Etam décide d’ouvrir également les premiers magasins mixtes de grand format, comptant en moyenne 1 000 m2, devenant ainsi plus spacieux et plus clairs, rassemblant trois marques du groupe : Etam prêt-à-porter, Etam lingerie et Tammy.
Etam crée « La Cité de la Femme » rue de Rivoli à Paris en 2001, plus grand magasin de lingerie en Europe avec de plus de 4 000 m2 de surface.
Etam s'implante en Inde en 2006.
En 2006 Fifi Chachnil dessine de la lingerie pour la marque ; l'année suivante, Lolita Lempicka dessine une collection capsule de prêt-à-porter et lingerie. Puis en 2008, la collection « Woman », en référence à Jean Paul Gaultier, a célébré le retour du mixte. Depuis 2008, Natalia Vodianova est égérie publicitaire pour Etam Lingerie, permettant d'augmenter significativement la notoriété de la marque et de changer son image. Elle a signé deux collections de lingerie pour la marque. 
En 2011, la marque lance la « boite à culottes » et réalise un défilé remarqué, dans le style de celui de Victoria's Secret, avec des top modèles comme Karolina Kurkova et Angela Lindvall. Les années suivantes, Etam Lingerie conserve l'habitude de ces défilés organisés comme des spectacles, en prélude à la Fashion Week parisienne du prêt-à-porter,.
Fin 2014, Etam se diversifie en commercialisant, dans quelques dizaines de magasins, une gamme de plusieurs centaines de produits de beauté et cosmétiques.
En 2022, Etam inaugure ses premiers magasins au Mexique dans le cadre d'un partenariat avec le groupe Diltex.
En 2023, Etam ouvre son premier magasin aux Etats-Unis à Miami.

### 2017, Etam devient un groupe familial

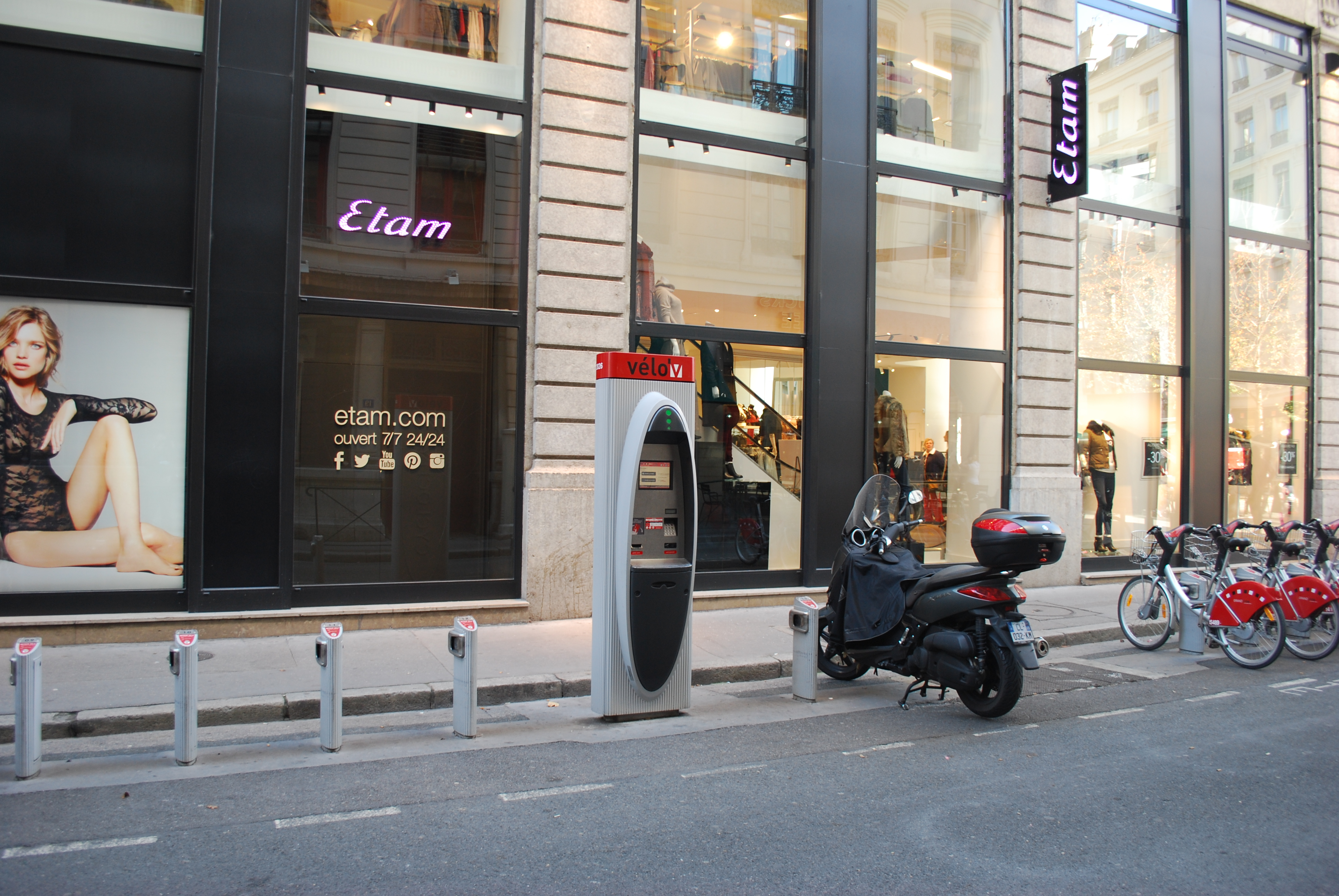
Une boutique Etam à Lyon en 2015.

En août 2017, Natixis et Rothschild Martin Maurel, agissant pour le compte de Finora, informent l'Autorité des marchés financiers (AMF) de la décision de procéder à la mise en œuvre d'un retrait obligatoire portant sur les actions Etam Développement non apportées à l'offre par les actionnaires minoritaires. À la clôture de l'offre publique d'achat simplifiée visant les actions Etam Développement, soit du 21 juillet au 3 août inclus, Finora détient, de concert avec les membres des familles Milchior (à 53,5 %) et Tarica (à 15 %), laissant ainsi 32,5 % des actions en bourse,.
En juillet 2019, Etam annonce avoir acquis une participation majoritaire au sein de l'entreprise Ysé, une marque française en ligne de lingerie. Le montant de la transaction n'a pas été dévoilé, mais cette opération marque la volonté d'Etam d'investir dans des marques de lingerie fortes sur le plan digital,.

## Structure du groupe
|                     | Siège  | SIREN       | C.A.   | Résultat | Année | Effectif |
| ------------------- | ------ | ----------- | ------ | -------- | ----- | -------- |
| Etam Lingerie.      | Clichy | 478 355 753 | 415 M€ | + 14 M€  | 2017  | 1 128    |
| Undiz.              | Clichy | 478 356 116 | 183 M€ | - 8,7 M€ | 2018  | 731      |
| Maison 123.         | Clichy | 444 600 464 | 13 M€  | - 12 M€  | 2017  | 712      |
| Etam Service.       | Clichy | 450 966 445 | 51 M€  | +0,5 M€  | 2017  | 191      |
| Etam (holding).     | Clichy | 552 015 307 | 33 M€  | - 162 M€ | 2017  | nc       |
| Nortex              | Clichy | 552 036 121 | 16 M€  | +4 M€    | 2018  | nc       |
| Elan Industries.    | Clichy | 344 825 245 | 4,5 M€ | +0,1 M € | 2018  | 67       |
| Etam Prêt à Porter. | Clichy | 357 598 866 | 191 M€ | + 2,7    | 2017  | 707      |

## Données économiques et financières
Le groupe est le premier vendeur de lingerie avec 16 % de part de marché, réparti entre Etam Lingerie avec 11 % et Undiz avec 5 %. Il écoule 80 millions de pièces de lingerie et de prêt-à-porter par an ; 60 millions pour l'Europe et 20 pour la Chine. La fabrication se fait principalement dans le bassin méditerranéen et en Asie, seul l'atelier de prototypage reste présent dans le Nord de la France.
Le chiffre d'affaires du groupe est stable à 1,2 milliard d'euros pour 2014. La partie lingerie est en augmentation de 15 % sur quatre ans. Selon le magazine Capital, Etam Lingerie dégage une marge supérieure à 15 %, s'approchant des 20 % tandis que 1.2.3. est juste à l'équilibre.

## Stratégie de développement
Le développement d’Etam est tout d’abord basé sur une gamme de produits très larges, à petit prix, qui s’adresse à toutes les femmes. Pour Etam lingerie par exemple, plus de 2000 formes et couleurs sont recensées à chaque saison, de la dentelle, au coton ou tissus microfibres, des plus unis au plus colorés.
En 2019, Etam est signataire du Fashion Pact. Cette même année, le but est d'améliorer « l'expérience shopping ». L'hexagone étant déjà « surchargé » de point de vente Etam, l'objectif pour le groupe est d'agrandir les magasins, passant alors sur des surfaces de 400 m2 au lieu d'une centaine (en moyenne). Fin de l'année suivante, Etam Lingerie, souhaitant faire preuve de transparence, reconnait que les 36 millions de pièces de lingerie vendus par an sont produites majoritairement en Chine.
En mars 2025, le groupe annonce la fermeture du Tech Center de Marcq en baroeul, et le licenciement des 55 salariés encore présents.  Etam préfère délocaliser son savoir faire et permettre,  avec l'économie réalisée, la rénovation de ses magasins.

## Activités

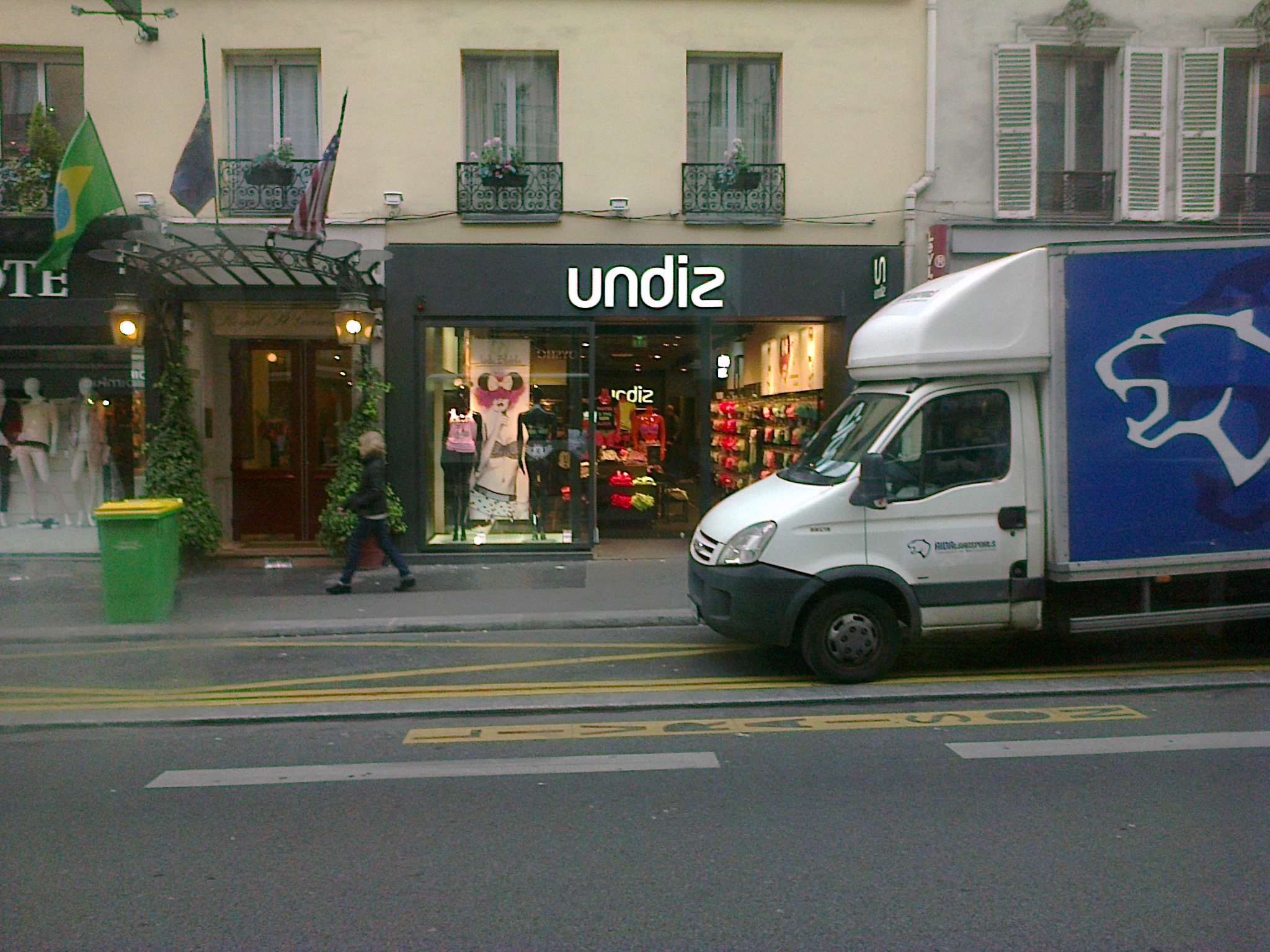
Boutique Undiz à Paris.

La société s'est développée autour de plusieurs marques :
- Etam Prêt-à-porter et Etam Lingerie qui ciblent les 20-40 ans ;
- Maison Cent Vingt-Trois qui cible les femmes plus mures[38] ;
- Undiz qui propose des vêtements et lingerie fantaisies, colorés, pour les jeunes[38].

## Responsabilité sociétale de l'entreprise

### Maintien des activités en Russie malgré la guerre en Ukraine
Après l'invasion de l'Ukraine par la Russie le 24 février 2022, Etam maintient ses principales activités en Russie,. Dès le début, cette situation est dénoncée par un collectif de chercheurs de l'université Yale.